# آلن کلین
 آلن کلین (انگلیسی: Allen Klein؛ ۱۸ دسامبر ۱۹۳۱ – ۴ ژوئیهٔ ۲۰۰۹) یک موسیقی‌دان اهل ایالات متحده آمریکا بود. وی بین سال‌های ۱۹۵۶ تا ۲۰۰۹ میلادی فعالیت می‌کرد.